# Michael Heinicke
Michael Heinicke (* 22. November 1950 in Dresden) ist ein deutscher Opernregisseur.

## Leben
Heinicke studierte von 1969 bis 1972 in Dresden bei Elsbeth Plehn Gesang und von 1972 bis 1974 Opernregie in Berlin. Harry Kupfer holte ihn als Regieassistent nach Dresden; ihm verdankt er, eigenem Bekunden zufolge, wichtige Anregungen für seinen Regiestil. Nach Engagements als Oberspielleiter in Freiberg (1977 bis 1980) und Bautzen (1980 bis 1990) ging er 1990 ans Theater Chemnitz, wo er als Chefregisseur und Leiter Künstlerische Planung tätig ist.
Als Gastregisseur wirkte er u. a. in Bonn, Ottawa, bei den Dresdner Musikfestspielen, an der Deutschen Staatsoper Berlin, in Washington, D.C., bei den Salzburger Festspielen, in Istanbul, Brüssel, Köln und Ōtsu/Japan.
Heinicke ist Mitglied der Sächsischen Akademie der Künste und war mehrere Jahre Mitglied des Sächsischen Kultursenats.

## Leistungen
Unter den über 100 Regiearbeiten Heinickes (siehe Werke) ragt der Chemnitzer Ring von 1998 bis 2000 hervor. 1999 brachte er Der Weg der Verheißung (Weill/Werfel) zur deutschen Erstaufführung.

## Werke
Regiearbeiten (in Klammern Aufführungsort) Premierendatum
- Der Wildschütz (Senftenberg) 29. Mai 1976.
- Der Operndirektor (Freiberg) 19. September 1976.
- Die Opernprobe (Sachsenwerk Dresden) 11. September 1977.
- Der Kuss (Freiberg) 29. September 1977.
- Annie Get Your Gun (Freiberg) 30. Dezember 1977.
- Banditenstreiche (Freiberg) 14. März 1978.
- Die Kluge (Freiberg) 29. April 1978.
- Die lustigen Weiber von Windsor (Bautzen) 4. Juni 1978.
- Der Vogelhändler (Freiberg) 27. September 1978.
- La traviata (Freiberg) 18. Mai 1979.
- Mein Freund Bunbury (Bautzen) 16. Juni 1979.
- Das Wirtshaus im Spessart (Bautzen) 30. Oktober 1979.
- Mann und Frau im Essigkrug (Sachsenwerk Dresden) 30. April 1980.
- Zar und Zimmermann (Freiberg) 19. Februar 1980.
- Die keusche Susanne (Freiberg) 26. April 1980.
- Bautzner Bühnenball 1980 (Bautzen) 7. November 1980.
- Die beiden Blinden (Bautzen) 16. Januar 1981.
- Maître Pathelin (Bautzen) 11. April 1981.
- Der Fliegende Holländer (Bautzen) 11. September 1981.
- Der Wildschütz (Bautzen) 9. März 1982.
- König Drosselbart (Sachsenwerk Dresden) 30. April 1982.
- Annie Get Your Gun (Bautzen) 9. Mai 1982.
- Don Carlos (Bautzen) 15. September 1982.
- Così fan tutte (Bautzen) 7. Januar 1983.
- Orpheus in der Unterwelt (Cottbus) 20. Februar 1983.
- Cavalleria rusticana/Bajazzo (Bautzen) 16. Juni 1983.
- Hase Nasehoch (Bautzen) 30. November 1983.
- Der Operndirektor (Bautzen) 4. April 1984.
- Feuerwerk (Bautzen) 8. Dezember 1984.
- Die wundersame Schustersfrau (Bautzen) 14. April 1985.
- Smjertnica (Bautzen) 1. Juni 1985.
- Von Einem der auszog das Gruseln zu lernen (Sachsenwerk Dresden) 4. Juni 1985.
- Hoffmanns Erzählungen (Bautzen) 22. Dezember 1985.
- Der Barbier von Sevilla (Bautzen) 16. April 1986.
- Weiße Rose (Bautzen) 31. August 1986.
- Die Fledermaus (Bautzen) 7. Dezember 1986.
- Tosca (Bautzen) 28. März 1987.
- Mare Nostrum (Dresdner Musikfestspiele, Theater Junge Generation Dresden) 27. Mai 1987.
- Hunger und Durst (Bonn) 13. November 1987.
- Krabat (Bautzen) 19. Februar 1988.
- My Fair Lady (Bautzen) 20. März 1988.
- My Fair Lady (Schwerin) 22. Mai 1988.
- The Marriage of Figaro (Ottawa) 21. Juli 1988.
- Die Hochzeit des Figaro (Bautzen) 19. Februar 1989.
- Kassandra (Bonn) 20. April 1989.
- Orpheus in der Unterwelt (Bautzen) 1. Juli 1989.
- Die Kluge (Bautzen) 30. September 1989.
- Der König stirbt (Bonn) 11. Mai 1990.
- Il trovatore (Staatsoper Berlin) 23. Mai 1990.
- Im weißen Rössl (Chemnitz) 21. Dezember 1990.
- Così fan tutte (Chemnitz) 3. Februar 1991.
- My Fair Lady (Chemnitz) 27. Juni 1991.
- Hoffmanns Erzählungen (Chemnitz) 5. Oktober 1991.
- Die wundersame Schustersfrau (Chemnitz) 7. März 1992.
- Don Giovanni (Erfurt) April 1992.
- Parsifal (Opernhaus Chemnitz) 19. Dezember 1992.
- Salome (Chemnitz) 3. Januar 1993.
- Carmen (Chemnitz) 17. Oktober 1993.
- The Rake’s Progress (Chemnitz) 5. Februar 1994.
- Die Kluge (Chemnitz) 15. April 1994.
- Der Wildschütz (Chemnitz) 20. Mai 1994.
- Carmen (Leipzig) 18. Februar 1995.
- Tannhäuser (Chemnitz) 6. Mai 1995.
- Der Schuhu und die fliegende Prinzessin (Salzburg/Leipzig) 10. August 1995.
- Der Rosenkavalier (Washington) 11. November 1995.
- Evita (Chemnitz) 11. Mai 1996.
- Die Macht des Schicksals (Chemnitz) 16. Juni 1996.
- Die Meistersinger von Nürnberg (Chemnitz) 30. März 1997.
- La Bohème (Chemnitz) 9. November 1997.
- Fidelio (Chemnitz) 19. Dezember 1997.
- Das Rheingold (Chemnitz) 3. Oktober 1998.
- Die Walküre (Chemnitz) 1. November 1998.
- Die Entführung aus dem Serail (Istanbul) Juli 1999.
- Der Weg der Verheißung (Chemnitz, Tel Aviv, New York) 13. Juni 1999.
- Siegfried (Chemnitz) 31. Oktober 1999.
- Götterdämmerung (Chemnitz) 8. April 2000.
- Cavalleria rusticana/Bajazzo (Chemnitz) 21. Juli 2000.
- Fame – das Musical (Chemnitz) 15. Oktober 2000.
- Die Entführung aus dem Serail (Chemnitz) 28. April 2001.
- Turandot (Chemnitz) 9. Juni 2001.
- Les Misérables (Chemnitz) 27. Oktober 2001.
- Der fliegende Holländer (Chemnitz) 26. Januar 2002.
- Elektra (Chemnitz) 15. Juni 2002.
- Jesus Christ Superstar (Chemnitz) 16. November 2002.
- Die lustigen Nibelungen (Chemnitz) 14. Dezember 2002.
- Der Rosenkavalier (Chemnitz) 31. Mai 2003.
- Die lustige Witwe (Chemnitz) 27. Juni 2003.
- My Fair Lady (Chemnitz) 19. Oktober 2003.
- Cabaret (Chemnitz) 24. Januar 2004.
- Tristan und Isolde (Chemnitz) 19. Juni 2004.
- Orpheus in der Unterwelt (Chemnitz) 2. Oktober 2004.
- Arabella (Chemnitz) 29. Januar 2005.
- Das Wirtshaus im Spessart (Chemnitz) 2. Juli 2005.
- Otello (Radebeul) 15. Oktober 2005.
- Das Mädchen aus dem goldenen Westen (Chemnitz) 24. September 2005.
- Lohengrin (Chemnitz) 25. Juni 2006.
- Die Hochzeit des Figaro (Chemnitz) 16. Dezember 2006.
- Der Freischütz (Köln) 13. Oktober 2007.
- Jekyll & Hyde (Chemnitz) 24. März 2007.
- Aida (Chemnitz) 3. Mai 2008.
- Anatevka (Chemnitz) 28. März 2009.
- Der Barbier von Sevilla (Chemnitz) 4. Oktober 2009.
- Tannhäuser (Chemnitz) 28. November 2009.
- Tristan und Isolde (Ōtsu, Japan) 9. Oktober 2010.
- Rigoletto (Chemnitz) 5. März 2011.
- Herzog Blaubarts Burg (Chemnitz) 23. April 2011.
- Carmina Burana (Chemnitz) 23. April 2011.
- Viva la Mamma (Chemnitz) 11. Juni 2011.
- Nabucco (Erfurt) 26. November 2011.
- Nabucco (Chemnitz) 2. Juni 2012.
- Playme – The Musical Game (Chemnitz) 22. September 2012.
- Anatevka (Erfurt) 20. März 2013.
- Don Giovanni (Chemnitz) 30. November 2013.
- Otello (Chemnitz) 31. Januar 2015.
- Don Carlo (Radebeul) 16. Januar 2016.
- Die Meistersinger von Nürnberg (Chemnitz) 19. März 2016.